# Veragua Real
Veragua Real era un territorio de la Corona de Castilla, formado por la vertiente caribeña de lo que hoy son las repúblicas de Nicaragua, Costa Rica, y parte de la vertiente caribeña de la República de Panamá —desde el río Sixaola hasta la isla Escudo de Veraguas— donde se iniciaba el territorio del Ducado de Veragua, erigido en 1537, derivando ambos territorios de la primigenia gobernación homónima.
Recién comenzó a colonizarse en 1540 pero la gobernación se extinguió a principios de 1541, por real cédula del 29 de noviembre de 1540, a favor de la nueva gobernación de Nueva Cartago y Costa Rica, la cual permanecería descolonizada hasta 1543.

## Historia
Este territorio formó parte de la gobernación de Veragua o Veragua colombina, al concluir los pleitos colombinos y crearse el Ducado de Veragua en 1537.
El territorio remanente, es decir, el que se extendía desde la isla Escudo de Veraguas hasta el cabo Gracias a Dios, quedó bajo la jurisdicción de la Corona, aunque conservando el nombre de Veragua, por lo que se le ha llamado la Veragua Real. Después de la creación del ducado, la nueva Real Audiencia de Panamá, bajo cuya jurisdicción se hallaba la Veragua Real, decidió dar a la región el nombre de Costa Rica y en 1539 nombró como gobernador a Hernán Sánchez de Badajoz, también asignado por la misma de forma provisional como adelantado de la Costa del Mar del Sur. 
Este llegó en abril de 1540 a la cuenca del río Sixaola y en la margen sur de este, en territorios hoy pertenecientes a Panamá, fundó la ciudad de Badajoz y el puerto de San Marcos. También erigió la fortaleza de Marbella en las lomas de Corotapa.
Sin embargo, la expedición fue interrumpida en 1541 por el codicioso gobernador de Nicaragua, Rodrigo de Contreras, quien sin tener ninguna autoridad o jurisdicción en la zona llegó a Badajoz y se enfrentó militarmente con Sánchez de Badajoz. Este vencido por Contreras, quien se apoderó de sus bienes y luego de haber cometido graves crueldades con sus soldados y con los indígenas de la región, la abandonó.
Para entonces, la Veragua Real había desaparecido oficialmente como circunscripción, ya que en 1540 su territorio fue unido por la Corona con otros territorios de la vertiente del Pacífico hasta entonces pertenecientes a Castilla de Oro, para crear con ambos la provincia de Nueva Cartago y Costa Rica.